# GO!GO!7188
GO!GO!7188 — японський рок-гурт, який був утворений у червні 1998 двома випускницями Накасімою Юмі та Номою Акіко. В 1999 році до них приєднався ударник Хосокава Такаюкі.

## Склад
- Накасіма Юмі (中島 優美) — Гітара, вокал, композитор
- Нома Акіко (野間 亜紀子) — Бас-гітара, додатковий вокал, автор текстів
- Хосокава Такаюкі (細川 貴之) — Ударник, додатковий вокал

## Дискографія

### Альбоми
1. Dasoku Hokou (蛇足歩行), 2000
2. Gyotaku (魚磔), 2001
3. Tora no Ana (虎の穴), 2002
4. Tategami (鬣), 2003
5. Kyu Ni Ichi Jiken (九・二一事件), 2003, Лайв альбом
6. Ryuuzetsuran (竜舌蘭), 2004
7. Gonbuto Tour Nippon Budokan (Kanzen-ban) (ごんぶとツアー日本武道館(完全版)), 2005, Лайв альбом
8. Best of GO!GO! (ベスト オブ ゴー！ゴー！), 2006, Збірка найкращих пісень
9. PARADE (パレード), 2006
10. 569 (ゴーロック, «Go Rock») 2007

### Сингли
1. Taiyou (太陽) 2000
2. Jet Ninjin (ジェットにんぢん) 2000
3. Koi no Uta (こいのうた) 2000
4. Mushi '98 (むし'98) 2000
5. Dotanba de Cancel (ドタン場でキャンセル) 2001
6. Aa Seishun (あぁ青春) 2001
7. C7 2001
8. Ukifune (浮舟) 2002
9. Tane (種) 2003
10. Ruriiro (瑠璃色) 2003
11. Aoi Kiretsu (青い亀裂) 2004
12. Kinkyori Ren'ai (近距離恋愛) 2006
13. Manatsu no DANCE HALL(真夏のダンスホール) / I'M LUCKY GIRL / Dekimono (できもの)2007